# المسافة صفر (فلم)
المسافة صفر هو فيلم غموض سعودي من بطولة خالد الصقر وأسامة صالح ويعقوب الفرحان وعبد الله الزيد وإبراهيم الحساوي وإلهام علي، ومن إخراج عبد العزيز الشلاحي وتأليف مفرج المجفل. عُرض الفيلم لأول مرة في الدورة الخامسة من مهرجان أفلام السعودية بتاريخ 22 مارس 2019، وحاز على جائزة النخلة الذهبية لأفضل فيلم روائي في مسابقة الأفلام الروائية. ويعتبر أول فيلم سعودي طويل يُعرض في حفل افتتاح مهرجان.
شارك الفيلم كذلك في الدورة الأولى من مهرجان العين السينمائي في فئة الأفلام الطويلة ضمن مسابقة الصقر الخليجي، وفي الدورة التاسعة من مهرجان الفيلم العربي بعمان، كما شارك في الدورة الخامسة والثلاثين من مهرجان الإسكندرية السينمائي لدول البحر المتوسط وحاز فيه على جائزة محمود عبد العزيز لأفضل إنجاز فني، وكذلك في المسابقة الرسمية في الدورة الثانية من مهرجان الدار البيضاء للفيلم العربي والذي حاز فيه الممثل خالد الصقر شهادة تقدير لدوره في الفيلم. وفي الدورة السابعة من مهرجان الشارقة السينمائي الدولي.
كما عرض الفيلم على نتفليكس في 31 يوليو 2020م الذي وافق أول أيام عيد الأضحى.
صُور الفيلم بالكامل في مدينة الرياض واستغرق تصويره 30 يومياً. يناقش الفيلم التحولات الفكرية والاجتماعية التي طرأت على المجتمع السعودي في بداية الألفية الثالثة.

## ملخص القصة
تدور أحداث الفيلم عام 2004 حول ماجد المصور الفوتوغرافي صاحب ستوديو تصوير في وسط العاصمة الرياض، ورفيقه الذي أُودع في السجن بتهمة الضلوع في الإرهاب. فبعد أن هرب من ماضيه المضطرب يجد ماجد نفسه وسط واقع غريب عندما يجد فجأة علبة دواء لاضطرابات الذاكرة تحمل اسمه، وصورة لجثة على أرض شقته، ومسدساً ذا رصاصة ناقصة في سيارته، فيحاول خلال رحلته إبعاد الشبهة عنه.

## طاقم التمثيل
- خالد الصقر، بدور ماجد الجلاج
- يعقوب الفرحان، بدور لامي
- أسامة صالح، بدور مروان ساهي
- عبد الله الزيد، بدور الشيخ سعد
- ابراهيم الحساوي، بدور شاكر
- إلهام علي، بدور أبرار
- شجاع نشاط، بدور نوح
- علي الإبراهيم، بدور سالم «الجار»
- وائل غازي، بدور أخو رنيم
- يارا سعود، بدور رنيم
- ظافر الشهري، بدور عبد الله شافي
- مديحة الصالح، بدور المعلمة شهد
- عمر المحسن، بدور بدر منصور

## الإنتاج
قدّم المخرج عبد العزيز الشلاحي وكاتب السيناريو مفرج المجفل النص السينمائي للفيلم للمشاركة في مسابقة «أيام الفيلم السعودي» بعد فتح أبواب التسجيل في 12 أغسطس 2017، وفاز النص بجائزة الدعم عن فئة الأفلام الطويلة مع فيلم آخر زيارة للمخرج عبد المحسن الضبعان.
بدأ العمل الفعلّي على إنتاج الفيلم في 1 أكتوبر 2018، صوّر الفيلم كاملًا في مدينة الرياض، واستغرق التصوير 23 يومًا، بدايةً من 1 ديسمبر وانتهى 23 ديسمبر 2018.

## الاستقبال النقدي
قال الناقد السعودي عبدالله بن محمد السفر في صحيفة العرب رداً على اختيار الفيلم كافتتاحية لمهرجان أفلام السعودية «عبر جعله شارة افتتاح المهرجان في دورته الخامسة، فإن الرسالة التي يبثها الفيلم هي تحديد الوجهة القادمة، وبشدة، نحو الأفلام الطويلة». كما أشاد مهند النابلسي من صحيفة المجد الأردنية بالفيلم واصفاً إياه بـ«المشوق» وأشاد أيضاً بإدارة المخرج للوقت والسيناريو وبتطرقه لمعظم تفاصيل الحياة في السعودية خلال مدة الفيلم بعيداً عن الملل والاستطراد.

## روابط خارجية
- مقالات تستعمل روابط فنية بلا صلة مع ويكي بيانات